# Hemixenluloza
Hemixenluloza (cũng gọi là polyose) là một trong số heteropolymer (các polysacarit ma trận), chẳng hạn như các arabinoxylan, hiện diện cùng với cellulose trong hầu hết tất cả các vách tế bào thực vật trên mặt đất.
Trong khi cellulose là tinh thể, mạnh mẽ và kháng thủy phân, hemiaelluloses có cấu trúc vô định hình, ngẫu nhiên với rất ít sức mạnh. Chúng dễ dàng bị thủy phân bởi axit hoặc base cũng như vô số enzyme hemiaellulase.

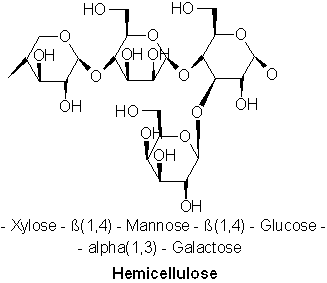
Mô-đun phân tử phổ biến nhất của hemiaellulose

## Thành phần
Đa dạng các loại hemixenluloza được biết đến. Ví dụ quan trọng bao gồm xylan, glucuronoxylan, arabinoxylan, glucomannan, và xyloglucan.